# Álvaro Colom

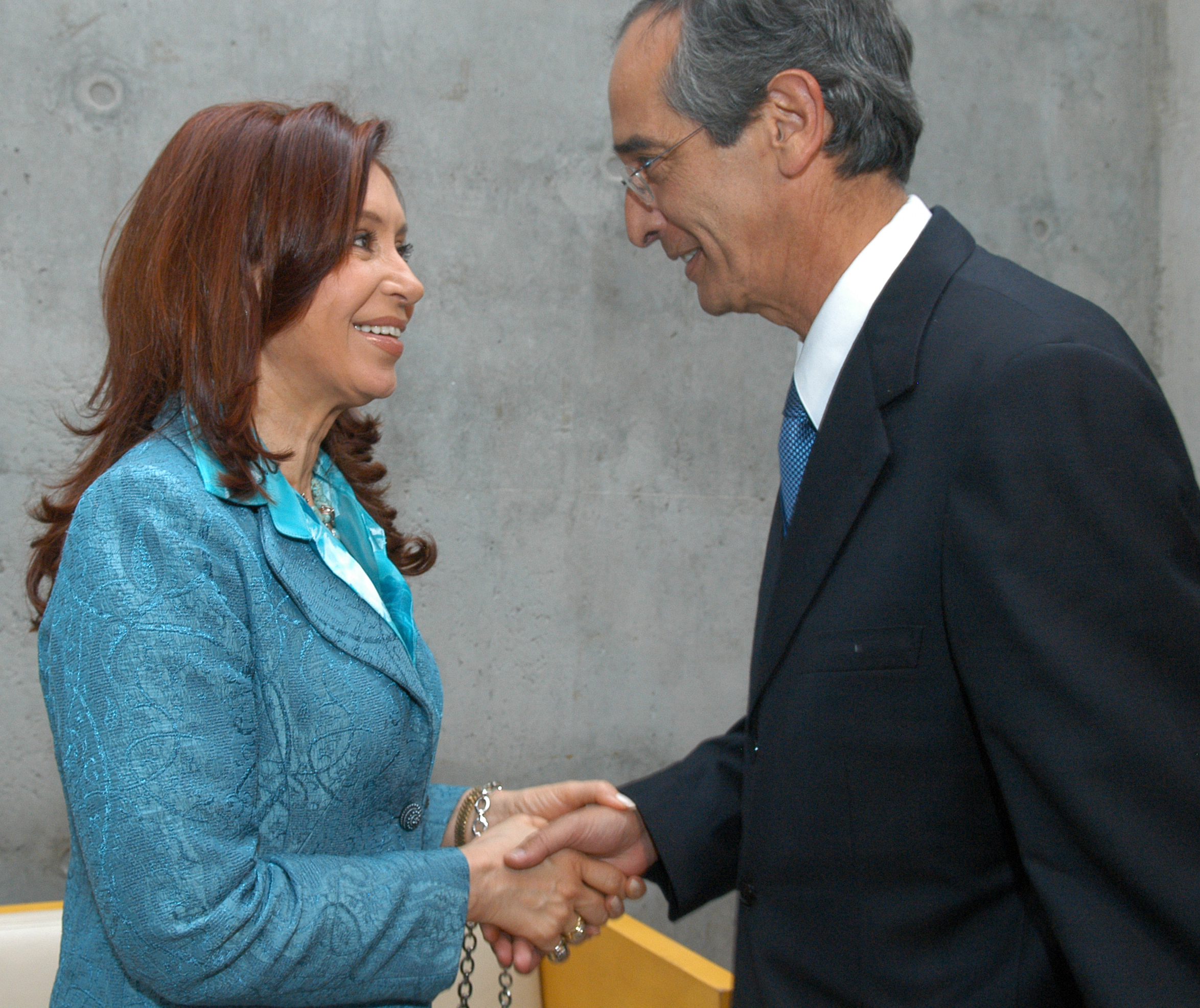
Álvaro Colom z prezydent Cristiną Fernández de Kirchner

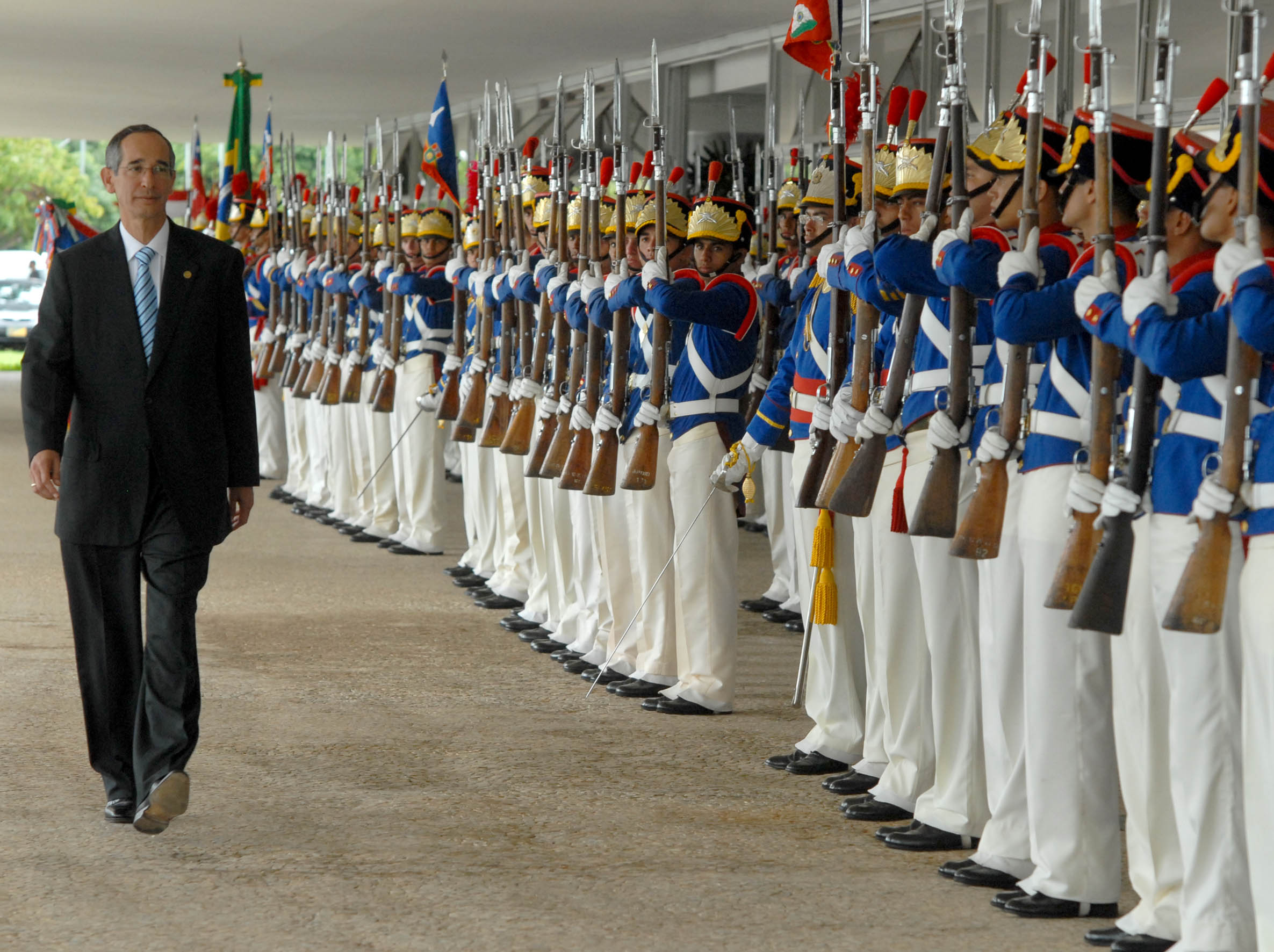
Álvaro Colom w czasie wizyty w Brazylii
w kwietniu 2008

Álvaro Colom Caballeros (ur. 15 czerwca 1951 w Gwatemali, zm. 23 stycznia 2023 tamże) – gwatemalski polityk, członek centrolewicowej partii Narodowa Jedność Nadziei (Unidad Nacional de la Esperanza, UNE). Prezydent Gwatemali od 14 stycznia 2008 do 14 stycznia 2012.

## Życiorys
Álvaro Colom urodził się w 1951 jako czwarte z pięciu dzieci Antonia Coloma Arguety i Yolandy Caballeros Ferraté. W 1974 ukończył studia w dziedzinie inżynierii przemysłowej na Uniwersytecie Św. Karola w Gwatemali. Po zakończeniu nauki rozpoczął pracę w biznesie. Później został urzędnikiem cywilnym. W latach 1991–1997 zajmował urząd wiceministra gospodarki.
Álvaro Colom wziął udział w wyborach prezydenckich w 2003, reprezentując Narodową Jedność Nadziei. W pierwszej turze głosowania z wynikiem 26% głosów, zajął drugie miejsce. W drugiej turze wyborów przegrał z Óscarem Bergerem Perdomo stosunkiem głosów 46% do 54%. Poparcie klasy wyższej i średniej dla Coloma niespodziewanie spadło po oskarżeniach o finansowanie jego kampanii wyborczej z pieniędzy państwowego funduszu finansowego. W późniejszym czasie zarzuty te zostały wycofane.
Colom był bratankiem jednego z najbardziej znanych burmistrzów miasta Gwatemala – Manuela Coloma Arguety, który został zabity przez wojskowych w 1979. Był wdowcem i dwukrotnym rozwodnikiem. 8 kwietnia 2011 wziął rozwód z trzecią żoną, Sandrą Torres, z którą pozostawał w związku małżeńskim przez 8 lat. Rozwód miał na celu umożliwienie startu Torres w wyborach prezydenckich w 2011. Konstytucja Gwatemali zakazywała startu krewnym urzędującego prezydenta.
Zmarł na raka przełyku 23 stycznia 2023 roku w wieku 71 lat.

## Prezydent
W 2007 Álvaro Colom po raz kolejny zdecydował się na start w wyborach prezydenckich. Jedną z głównych spraw, poruszanych w trakcie kampanii wyborczej była walka z przestępczością. Colom w swoim programie wyborczym kładł szczególny nacisk na walkę z przestępczością zorganizowaną oraz biedą. Gwatemala pozostawała bowiem jednym z państw o najwyższym wskaźniku morderstw na świecie (6 tysięcy osób w 2006). Sama kampania wyborcza była naznaczona licznymi aktami przemocy, a w jej trakcie śmierć poniosło ponad 50 kandydatów, aktywistów partyjnych oraz ich krewnych.
W pierwszej turze głosowania 9 września 2007 Colom zajął pierwsze miejsce, uzyskując 28,2% głosów, przed Otto Pérezem Molliną, który zdobył 23,5% głosów. W drugiej turze wyborów 4 listopada 2007, ponownie pokonał gen. Mollinę, zdobywając 52,8% głosów poparcia. 14 stycznia 2008 Álvaro Colom oficjalnie objął urząd szefa państwa. W czasie ceremonii prezydent stwierdził, że "dzień dzisiejszy jest początkiem uprzywilejowania biednych i tych osób, którzy nie mają perspektyw". Zadeklarował również "walkę na rzecz jedności kraju i harmonii z rdzennymi mieszkańcami" Gwatemali.

### Sprawa śmierci Rosenberga
W maju 2009 w Gwatemali doszło do wybuchu skandalu politycznego, który w głównej mierze dotknął prezydenta. 10 maja 2009, w czasie jazdy na rowerze, zamordowany został prawnik Rodrigo Rosenberg. Obawiając się śmierci nagrał on kilka dni wcześniej film, w którym odpowiedzialnością za swoją ewentualną śmierć obarczał prezydenta Coloma i jego administrację. W nagraniu mówił: "Jeśli to oglądacie, to dlatego że zostałem zamordowany przez prezydenta Alvaro Coloma, z pomocą Gustavo Alejosa. Rosenberg tłumaczył swoją śmierć informacjami, jakie uzyskał od swego klienta, Khalila Musy, zamordowanego miesiąc wcześniej. Musa miał bowiem odmówić uczestnictwu w propozycji korupcyjnej, za którą miała stać administracja prezydenta.
12 maja 2009 nagranie Rosenberga ujrzało światło dziennie i wywołało polityczny skandal. Ze strony środowisk opozycyjnych pojawiły się żądania rezygnacji prezydenta z zajmowanego urzędu. Rząd kategorycznie zaprzeczył oskarżeniom i zapowiedział szybkie zbadanie okoliczności sprawy. Prezydent Colom zaprzeczył odgrywaniu jakiejkolwiek roli w śmierci prawnika. Stwierdził, że "nagranie jest totalnie fałszywe", a on sam "ma czyste sumienie". Zapowiedział zwrócenie się o pomoc w zbadaniu sprawy do FBI oraz do oenzetowskiej Międzynarodowej Komisji Przeciwko Bezkarności w Gwatemali (CIGIG).
Wyjaśnienia prezydenta nie złagodziły jednak nastrojów społecznych. 17 maja 2009 w stolicy tysiące obywateli wzięło udział w demonstracji, domagając się ustąpienia prezydenta Coloma. Kontrdemonstrację zorganizowali również zwolennicy prezydenta. 18 maja 2009 grupa prawników przedstawiła w parlamencie petycję, podpisaną przez 35 tysięcy osób, wzywającą do uchylenia prezydenckiego immunitetu, co pozwoliłoby na wszczęcie postępowania wobec szefa państwa.
12 stycznia 2010 śledztwo pod egidą ONZ oczyściło prezydenta Coloma z wszelkich podejrzeń. Carlos Castresana, szef Międzynarodowej Misji Przeciw Bezkarności w Gwatemali (CICIG), stwierdził, że Rosenberg sam zlecił swoje zabójstwo. W tym celu skontaktował się za pośrednictwem znajomych z płatnym zabójcą, któremu następnie incognito przekazał stosowne instrukcje. Prokurator orzekł w związku z tym, że przyczyną śmierci prawnika było samobójstwo. Przyczyną samobójstwa miało być przekonanie zmarłego o winie i korupcji władz oraz niemożność udokumentowania tego.

## Odznaczenia
- Wielki Łańcuch Orderu Quetzala (2009, Gwatemala)
- Krzyż Wielki ze Złotą Gwiazdą Orderu Joségo Cecilio del Valle (2013, Honduras)[19]
- Wielka Wstęga Orderu Lśniącego Jadeitu (2008, Tajwan)[20]